# Anton Geesink
Antonius Johannes "Anton" Geesink, född 6 april 1934 i Utrecht, död 27 augusti 2010 i Utrecht, var en nederländsk judoutövare.
Geesink blev olympisk guldmedaljör i den öppna klassen i judo vid sommarspelen 1964 i Tokyo.